# HD 186155
HD 186155，又名BD+45 2949，SAO 48718、HR 7495，是一颗恒星，视星等为5.06，位于銀經78.71，銀緯11.07，其B1900.0坐标为赤經19h 37m 45s，赤緯+45° 11.07′ 16″。